# 8024 Robertwhite
8024 Robertwhite este o planetă minoră (asteroid), cu un diametru de 1,694 km, din centura de asteroizi. A fost descoperită pe 17 martie 1991 la Observatorul Palomar de Eleanor F. Helin și a fost numită după Robert Michael White⁠(d). 
Obiectul prezintă o orbită caracterizată de o semiaxă mare de 1,9673982 UAi, o excentricitate de 0,06, o înclinație de 20,33634 ° în raport cu ecliptica.